# Elise L'Esperance
Elise Depew Strang L'Esperance (Yorktown, 1878-Pelham Manor, 21 de enero de 1959) fue una médica estadounidense especialista en anatomía patológica y medicina preventiva.

## Biografía
Hija de un médico, nació en 1878 en Yorktown (Nueva York). Obtuvo el grado de doctora en Medicina (M.D.) en 1900 en el Woman's Medical College del New York Infirmary for Women and Children. Por su interés en la pediatría, pasó un año como residente en el Babies Hospital de Nueva York y trabajó dos años en una clínica pediátrica privada en Detroit, hasta que volvió a Nueva York en 1902.
Su actividad viró hacia la investigación cuando en 1908 pasó a formar parte de la New York Tuberculosis Research Commission, donde tomó como especialidad la anatomía patológica. En 1910 comenzó a trabajar como asistente técnico en el Centro Médico Weill Cornell solo para poder estudiar con James Ewing, un famoso investigador sobre el cáncer. En 1914, pidió un permiso de seis meses para formarse en Múnich con una beca Mary Putnam Jacobi. Los resultados de la investigación que allí realizó sobre el hepatocarcinoma fueron publicados en el Journal of Medical Research en 1915. Entre 1912 y 1920 fue instructora de patología en la Universidad Cornell y, a partir de 1920, profesora asistente. Durante este tiempo también estuvo implicada en instituciones neoyorquinas como el Infirmary for Women and Children donde se educó y el Hospital Bellevue.
En 1930, la madre de L'Esperance murió de cáncer y, dos años más tarde, también su tío, el senador Chauncey Depew, quien le dejó una cuantiosa herencia. Con ese dinero, L'Esperance fundó clínicas dedicadas a la prevención del cáncer, como la Kate Depew Strang Tumor Clinic, dedicada al diagnóstico precoz del cáncer en mujeres. Se encontraba en el Infirmary for Women and Children y tenía como empleadas únicamente a médicas. Una segunda clínica fue abierta a petición del doctor Ewing y varias instituciones de todo el país imitaron este modelo. En la Strang Tumor Clinic se realizaban pruebas de Papanicolaou para el diagnóstico del cáncer de cérvix y se empleaba el proctoscopio para el cáncer colorrectal, demostrando el valor de las revisiones anuales. L'Esperance fue la directora de la clínica durante casi dos décadas.
Fue presidenta de la American Medical Women's Association (AMWA) entre 1948 y 1949. Estableció la medalla Elizabeth Blackwell en 1949, un premio otorgado por la AMWA y que ella misma recibió en 1955. En 1950, aceptó el puesto de profesora de medicina preventiva en Cornell y ganó varios reconocimientos como el premio Lasker. Nunca llegó a jubilarse completamente y falleció en su casa de Pelham Manor (Nueva York) el 21 de enero de 1959.